# Cascão
Cascarón (conocido como Smudge en Inglés y originalmente Cascão, en portugués) es uno de los personajes principales de Mónica y su pandilla. Fue creado en 1961 y desde 1982 tiene sus propios cómics impresos que aparecen semanalmente en los quioscos de prensa.
Su creador Maurício de Sousa, dice que basó el personaje en un niño que conoció mientras crecía en Mogi das Cruzes. El niño era amigo de su hermano Márcio, y tampoco era demasiado higiénico. Como la amistad no duró, Mauricio nunca recordó su verdadero nombre.

## Características
Cascarón es conocido por su gran miedo al agua, y por eso, nunca, a lo largo de toda la serie, se ha bañado. Sin embargo, una vez fue retratado ilegalmente tomando una ducha en un comercial de televisión para un fabricante brasileño de duchas. Una vez también fue dibujado llevando un paquete de ropa y galletas bajo una fuerte lluvia y en agua hasta la cintura para un cuento en una época en que el sur de Brasil estaba sufriendo una temporada de fuertes lluvias. Teme la lluvia, los cuerpos de agua, las duchas y los grifos. Tampoco bebe agua pura, aunque bebe jugos y come sopa. Para protegerse, siempre lleva un paraguas consigo, ante cualquier posible emergencia. En algunas tiras, incluso puede volar para escapar del agua.
La personalidad de Cascarón es que inicialmente era un adicto a la basura; pero se convirtió en una persona que recicla cosas viejas para hacer juguetes nuevos para jugar. Solía visitar el depósito de basura todos los días, pero desde los últimos años ya no va. Es el personal de mantenimiento de la pandilla, y a menudo arregla los juguetes rotos de los otros niños.
El mejor amigo de Cebollita, siempre está convencido o incluso chantajeado para participar en sus "planes infalibles", aunque al final siempre es el que lo estropea todo porque siempre deja salir al gato de la bolsa. Él sale con Dustine (Cascuda), una chica que odia el agua como él, pero se baña cada pocas historias, a diferencia de Cascarón.
En Mónica Joven, se sabe que Cascarón se baña de vez en cuando.  
A Cascarón le encanta el fútbol, un tema recurrente en sus tiras. Partidario del Corinthians, es el único personaje que apoya al mismo club en todas las bandas. Cebollita, por ejemplo, ha sido descrito como un seguidor de São Paulo o de Palmeiras.

## Personajes relacionados
- Seu Antenor (Sr. Antenor) - Es el padre de Cascarón, es un ávido partidario del Corinthians al igual que su hijo. A veces trata de convencer a su hijo de que se bañe, aunque nunca obtiene resultados. Pasa los fines de semana con Cascarón y a veces, con su amigo Señor Cebolla y Cebollita, y en ocasiones tanto Cebolla como Antenor incluso obligan a Cebollita y Cascarón a hacer lo que disfrutaban cuando eran más jóvenes.
- Dona Lurdinha (Sra. Lulu) - Madre de Cascarón. Al igual que su marido, se esfuerza por convencer a su hijo de que se bañe, pero los resultados son los mismos. Eventualmente intenta forzar a Cascarón a tomar un baño, usando la fuerza bruta, pero siempre hay algo para salvar a Cascarón de lo que él llama "muerte".
- Capitán Fray (Capitán Feo, literalmente "Capitán Ugly") - Uno de los principales enemigos de la pandilla de Mónica.[8] Una vez fue el tío de Cascarón, pero se volvió loco y decidió ser tan sucio como su sobrino. Vive en el inframundo del sistema de alcantarillado y lidera un gran ejército de "seres sucios", monstruos hechos de tierra.  También tiene superpoderes: además de volar, puede lanzar rayos de tierra, mover objetos a distancia o crear objetos usando polvo. El agua funciona en él como la kriptonita en Superman: una vez que está mojado, todos sus poderes se van. Su sueño es hacer que todo el mundo sea un lugar sucio para vivir, y también para gobernarlo. Sin embargo, Mónica y sus amigos siempre encuentran la manera de detenerlo. El Capitán tiene un buen presentimiento hacia Cascarón, de vez en cuando. A veces es él quien lo salva de cualquier contacto con el agua. Por otro lado, hay tiras en las que quiere destruir a Cascarón para que este sea el ser más sucio del universo, un estatus que el Capitán desea.
- Chauvy (Chovinista) - La mascota de Cascarón,[9] este cerdito odia el agua tanto como su dueño, pero a veces se lo ve bañándose.
- Dustine (Cascuda) - La novia de Cascarón.[10] Aunque fue creada solo para ser su amante a veces persigue a otras chicas.

## Legado
En 2002, el futbolista Ronaldo se hizo un corte de pelo inspirado en Cascarón para jugar durante la Copa Mundial de Fútbol de 2002. El peinado consistía en el corte de pelo Smudge en el formato del jugador de la región de la frente mientras que el resto del cabello estaba completamente afeitado, lo que se hizo popular entre los fanáticos en ese momento. Sin embargo, el diario británico The Sun eligió este peinado como el peor y más extraño de la historia.